# Ina Wagner
Ina Wagner va néixer l'any 1946 i és una física, informàtica i sociòloga austríaca. Després de completar el doctorat en física, l'any 1972, a la Universitat de Viena, amb una tesi sobre física nuclear, va treballar com a ajudant a l'Institut de Física de l'Estat Sòlid de la Universitat de Viena. També va assistir a cursos de filosofia i epistemologia.
La seva recerca s'ha centrat, sobretot, en el Treball Cooperatiu assistit per computadora (TCAC) amb un doctorat en Disseny Participatiu. Va treballar en una dissertació doctoral en el camp de les ciències de l'educació, des d'una perspectiva d'una sociologia del coneixement, i va ser guardonada per la Universitat de Klagenfurt, l'any 1979, amb la monografia "Experiència escolar. Una teoria de la innovació curricular" (Gelehrte Erfahrung. Zu einer Theorie der Curriculuminnovation). Durant el període de 1983-85 va aconseguir una càtedra en la Societat Sociològica Austríaca. Wagner va ser professora de Disseny de Sistemes Multidisciplinaris i cap de l'Institut de Recerca, en Disseny i Efectes, de la Facultat de Ciències de la Computació de la Universitat de Viena. El 1998, va completar la seva habilitació en informàtica (Computer Supported Cooperative Work) a la Universitat de Tecnologia de Viena. Durant els anys 1990-1991 va ocupar una càtedra subvencionada en Estudis Interdisciplinaris, a la Universitat Tècnica de Darmstadt.
La carrera científica d'Ina Wagner s'ha basat en la interdisciplinarietat; un treball col·laboratiu entre la tecnologia i camps com la salut, l'arquitectura o el disseny urbà. En molts dels seus treballs Ina també aplica la perspectiva de gènere. A la dècada dels vuitanta, Wagner va treballar al Departament de la Dona del Ministeri d'Assumptes Socials en tres projectes de recerca sobre dones: Les noies de professions no tradicionals, Les dones a l'oficina automatitzada -un dels primers estudis d'automatització d'oficines del món- i Les dones d'ocupacions no qualificades.
Ina Wagner va ser una dels primers investigadors a incloure el camp de la salut dintre dels CSCW research (Sistemes de suport al treball col·laboratiu), amb la monografia Das computerisierte Krankenhaus (L'hospital informatitzat) (1991), seguit per una sèrie de projectes en tecnologia sanitària (basats en estudis fets a Àustria i a França). També va treballar en projectes europeus d'arquitectura i planificació urbana, més recentment "Integrated Project City" ("Projecte de ciutat integrada"). Durant els anys 1997-2000, Wagner va ser membre del grup ètic de la Comissió Europea i des del 2001 treballa en la Comissió Austríaca de Bioètica.
Juntament amb Tone Bratteteig, de la Universitat d'Oslo, ha escrit nombroses publicacions, entre elles: "Desentranyar la participació: poder i presa de decisions en el disseny participatiu" (Springer, 2014).
Moltes investigacions d'Ina Wagner durant els últims deu anys han estat involucrades en el context dels projectes de desenvolupament tecnològic finançats per la Unió Europea. Això va permetre que treballés posant el focus en l'ús de la tecnologia i la seva apropiació per part dels professionals. Les tecnologies de realitat mixta, que van ser desenvolupades per Wagner i el seu equip, en el context del projecte de la EU IPCity, van ser seleccionades per tal de ser mostrades a l'European City of Science exhibition (Exposició Ciutat Europea de la Ciència) al Grand Palais, París (Nov. 14-16, 2008).
Ina Wagner es va centrar en l'anàlisi dels aspectes ètics i polítics de les TIC, en especial en les tecnologies mèdiques. Va ser, a més, membre del Fòrum de la Societat de la Informació, de la Comissió Europea (1996-1998), del Grup europeu d'ètica de la Ciència i les Noves Tecnologies i del Comitè Nacional de Bioètica d'Àustria.

## Treballar sobre la igualtat de gènere
Wagner va ajudar a establir un grup de treball sobre igualtat de gènere a la Universitat de Tecnologia de Viena i, de l'any 1995 al 1997, va presidir el cercle d'igualtat de gènere del Ministeri de Ciència, Investigació i Arts. Durant aquest temps va dissenyar, juntament amb Silvia Ulrich, un primer pla de promoció per a dones.

## Obres
- Dones a l'Oficina Automatitzada. Experiències contradictòries - Estratègies individuals i col·lectives d'afrontament. A: A. Olerup, L. Schneider, E. Monod (ed.): Dones, Treball i Informatització. Holanda del Nord, Amsterdam, 1985, 53-64.
- Àrees de treball de les dones oblidades. Perfils professionals, condicions de treball, perspectives de vida. Amb Ferdinand Lechner, Ulrike Papouschek, Gerald Steinhardt i Angelika Volst, Focus Verlag, llançament de 1991, ISBN 3-8834-9387-2.

## Premis
- 2011: Premi Estatal Gabriele Possanner i Premi Viena per a Dones
- 2019: Ciutadana honorària de la Universitat de Tecnologia de Viena